# Аль-Заррар
Аль-Заррар (Al-Zarrar) — пакистанський основний бойовий танк другого покоління.
Становить собою технічно оновлену версію китайського танка Тип 59 . Проєкт було започатковано з метою приведення понад 1000 застарілих моделей цього типу у складі пакистанської армії принаймні приблизно до сьогоднішніх військових і технічних вимог. Найважливішими змінами є 125-мм гладкоствольна гармата, поліпшена коробка передач і армована броня у вигляді додаткових реактивних пластин і протимінний захист на кузові машини. Аль-Zarrar є економічно ефективним технічним рішенням для надзвичайних ситуацій, але навряд чи є стійким, оскільки сама модернізована версія може бути описана як застаріла.
Становить собою проміжну стадію на шляху до Аль-Халід, розробленої китайською допомогою, як основна збройна система пакистанської бронетанкової армії.